# Kolarstwo na Igrzyskach Panamerykańskich 2007
Kolarstwo na Igrzyskach Panamerykańskich 2007 odbywało się w dniach 14–21 lipca 2007 roku na czterech obiektach w Rio de Janeiro. Zawodnicy obojga płci rywalizowali łącznie w osiemnastu konkurencjach indywidualnych i drużynowych w czterech dyscyplinach.

## Podsumowanie

### Klasyfikacja medalowa
| Miejsce | Państwo           | Złoto | Srebro | Brąz | Razem |
| ------- | ----------------- | ----- | ------ | ---- | ----- |
| 1       | Kolumbia          | 4     | 4      | 1    | 9     |
| 2       | Kuba              | 4     | 1      | 2    | 7     |
| 3       | Stany Zjednoczone | 2     | 2      | 1    | 5     |
| 4       | Argentyna         | 2     | 1      | 3    | 6     |
| 5       | Kanada            | 2     | 1      | 1    | 4     |
| 6       | Chile             | 2     | 0      | 0    | 2     |
| 7       | Wenezuela         | 1     | 4      | 5    | 10    |
| 8       | Dominikana        | 1     | 0      | 0    | 1     |
| 9       | Brazylia          | 0     | 2      | 2    | 4     |
| 9       | Meksyk            | 0     | 2      | 2    | 4     |
| 11      | Trynidad i Tobago | 0     | 1      | 0    | 1     |
| 12      | Urugwaj           | 0     | 0      | 1    | 1     |
| Razem   | Razem             | 18    | 18     | 18   | 54    |

### BMX
| Konkurencja | 1. miejsce       | 2. miejsce        | 3. miejsce   |           |
| Mężczyźni   | Mężczyźni        | Mężczyźni         | Mężczyźni    | Mężczyźni |
| ----------- | ---------------- | ----------------- | ------------ | --------- |
| Wyścig      | Jason Richardson | Jonathan Suárez   | José Primera |           |
| Kobiety     |                  |                   |              |           |
| Wyścig      | Gabriela Díaz    | Ana Flávia Sgobin | Kimmy Díquez |           |

### Kolarstwo górskie
| Konkurencja   | 1. miejsce        | 2. miejsce       | 3. miejsce            |           |
| Mężczyźni     | Mężczyźni         | Mężczyźni        | Mężczyźni             | Mężczyźni |
| ------------- | ----------------- | ---------------- | --------------------- | --------- |
| Cross-country | Adam Craig        | Rubens Donizete  | Dario Alejandro Gasco |           |
| Kobiety       |                   |                  |                       |           |
| Cross-country | Catharine Pendrel | Mary McConneloug | Lorenza Morfin        |           |

### Kolarstwo szosowe
| Konkurencja                | 1. miejsce      | 2. miejsce        | 3. miejsce         |           |
| Mężczyźni                  | Mężczyźni       | Mężczyźni         | Mężczyźni          | Mężczyźni |
| -------------------------- | --------------- | ----------------- | ------------------ | --------- |
| Wyścig ze startu wspólnego | Wendy Cruz      | Emile Abraham     | Luciano Pagliarini |           |
| Jazda indywidualna na czas | Santiago Botero | Matías Medici     | Dominique Rollin   |           |
| Kobiety                    |                 |                   |                    |           |
| Wyścig ze startu wspólnego | Yumari González | Belem Guerrero    | Danielys García    |           |
| Jazda indywidualna na czas | Anne Samplonius | Alessandra Grassi | Clemilda Fernandes |           |

### Kolarstwo torowe
| Konkurencja                     | 1. miejsce                                                                 | 2. miejsce                                                                | 3. miejsce                                                             |           |
| Mężczyźni                       | Mężczyźni                                                                  | Mężczyźni                                                                 | Mężczyźni                                                              | Mężczyźni |
| ------------------------------- | -------------------------------------------------------------------------- | ------------------------------------------------------------------------- | ---------------------------------------------------------------------- | --------- |
| Sprint                          | Julio César Herrera                                                        | Ben Barczewski                                                            | Andy Lakatosh                                                          |           |
| Sprint drużynowy                | Kuba · Ahmed López · Julio César Herrera · Yosmani Poll                    | Wenezuela · Hersony Canelón · Andris Hernández · César Marcano            | Kolumbia · Leonardo Narváez · Hernán Sánchez · Marzuki Mejía           |           |
| Wyścig na dochodzenie           | Enzo Cesario                                                               | Thomas Gil                                                                | Fernando Antogna                                                       |           |
| Drużynowy wyścig na dochodzenie | Chile · Enzo Cesario · Marcos Arriagada · Luis Sepúlveda · Gonzalo Miranda | Kolumbia · Carlos Alzate · Juan Pablo Forero · Arles Castro · Jairo Pérez | Wenezuela · Thomas Gil · Richard Ochoa · Jaime Rivas · Franklin Chacón |           |
| Madison                         | Argentyna · Walter Pérez · Juan Curuchet                                   | Kolumbia · Alexander González · José Serpa                                | Wenezuela · Richard Ochoa · Andris Hernández                           |           |
| Keirin                          | Leonardo Narváez                                                           | Cam Mackinnon                                                             | Leandro Bottasso                                                       |           |
| Wyścig punktowy                 | Andris Hernández                                                           | José Serpa                                                                | Milton Wynants                                                         |           |
| Kobiety                         |                                                                            |                                                                           |                                                                        |           |
| Sprint                          | Diana García                                                               | Lisandra Guerra                                                           | Arianna Herrera                                                        |           |
| Wyścig na dochodzenie           | María Luisa Calle                                                          | Danielys García                                                           | Dalila Rodríguez                                                       |           |
| Wyścig punktowy                 | Yoanka González                                                            | María Luisa Calle                                                         | Belem Guerrero                                                         |           |